# Vapor Kate
El Kate fue un pequeño buque de vapor utilizado por la Armada Argentina durante la Revolución de 1880.

## Historia
Durante el movimiento revolucionario encabezado por el gobernador de la provincia de Buenos Aires Carlos Tejedor, la ciudad de Buenos Aires fue bloqueada por las fuerzas nacionales leales al presidente Nicolás Avellaneda. El estado nacional reforzó el bloqueo mediante el embargo, arrendamiento o adquisición de unidades de escaso calado.
El vapor Kate, utilizado en el puerto de Buenos Aires para el transbordo de pasajeros desde los buques de ultramar, fue requisado por el estado nacional y tras ser armado con un pequeño cañón se incorporó con tripulación militar y al mando de Juan E. Ballesteros a las tareas de control fluvial en la rada exterior del puerto y en la Boca del Riachuelo, últimos puntos de acceso para los buques rebeldes que conseguían burlar la primera línea de bloqueo.
Cumpliendo esas funciones enfrentó en una oportunidad una partida de francotiradores, bombardeando sus posiciones hasta dispersarla.